# Шукырши
Шукырши (каз. Шұқыршы) — село в Байганинском районе Актюбинской области Казахстана. Входит в состав Сарытогайского сельского округа. Код КАТО — 153651300.

## Население
В 1999 году население села составляло 216 человек (105 мужчин и 111 женщин). По данным переписи 2009 года, в селе проживало 279 человек (144 мужчины и 135 женщин).